# Lespesses
Lespesses ist eine französische Gemeinde mit 401 Einwohnern (Stand: 1. Januar 2022) im Département Pas-de-Calais in der Region Hauts-de-France. Sie gehört zum Arrondissement Béthune und zum Kanton Lillers. 

## Geographie
Die Gemeinde Lespesses liegt an der Nave, etwa 15 Kilometer westnordwestlich von Béthune. Umgeben wird Lespesses von den Nachbargemeinden Saint-Hilaire-Cottes im Nordwesten und Norden, Bourecq im Nordosten, Ecquedecques im Osten, Lillers im Südosten sowie Lières im Süden und Westen. Durch die Gemeinde führt die Autoroute A26.

## Bevölkerungsentwicklung
| Jahr                       | 1962 | 1968 | 1975 | 1982 | 1990 | 1999 | 2006 | 2013 | 2022 |
| Einwohner                  | 387  | 381  | 337  | 340  | 415  | 401  | 417  | 402  | 401  |
| Quellen: Cassini und INSEE |      |      |      |      |      |      |      |      |      |

## Sehenswürdigkeiten

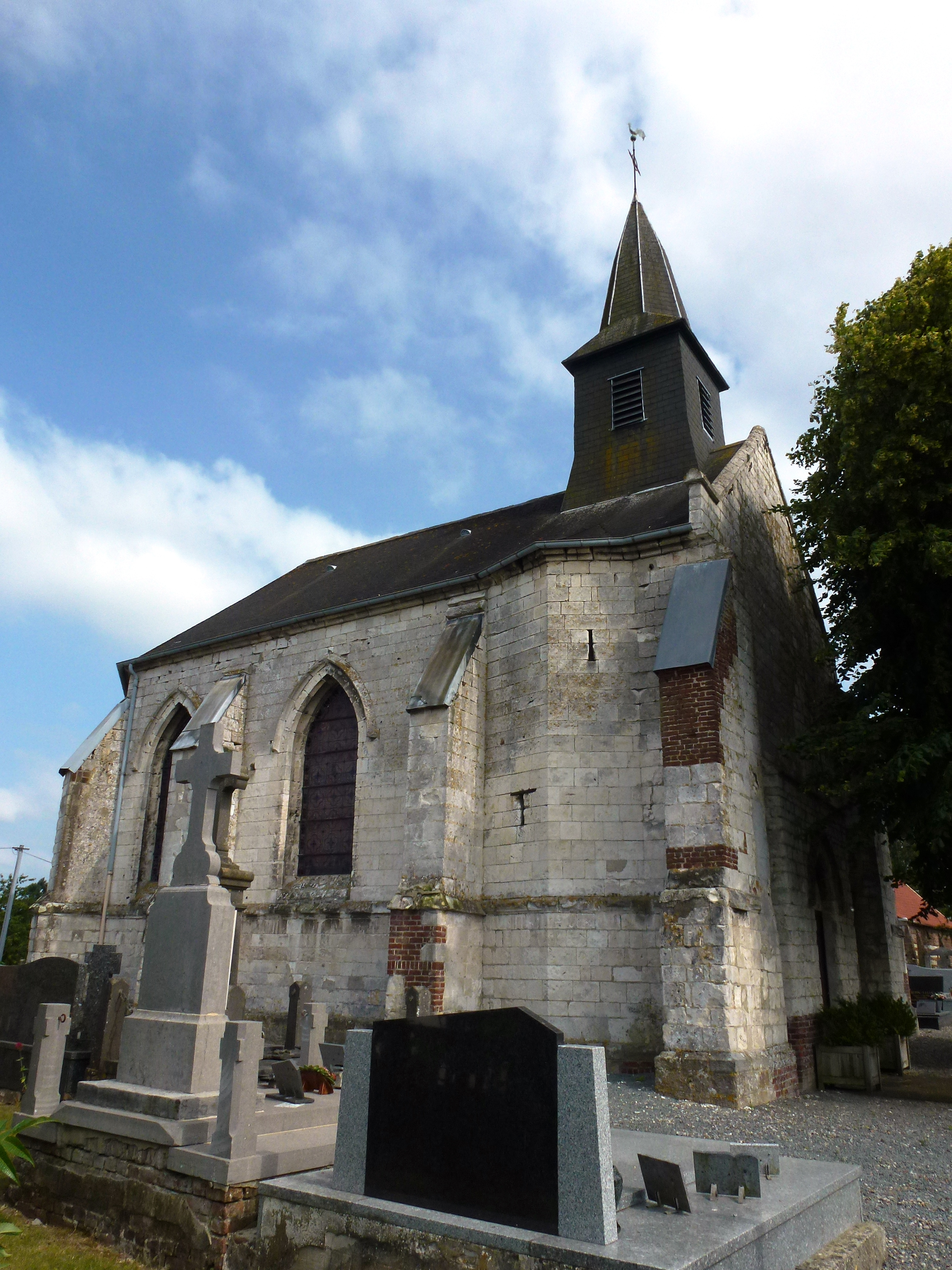
Kirche Saint-Martin
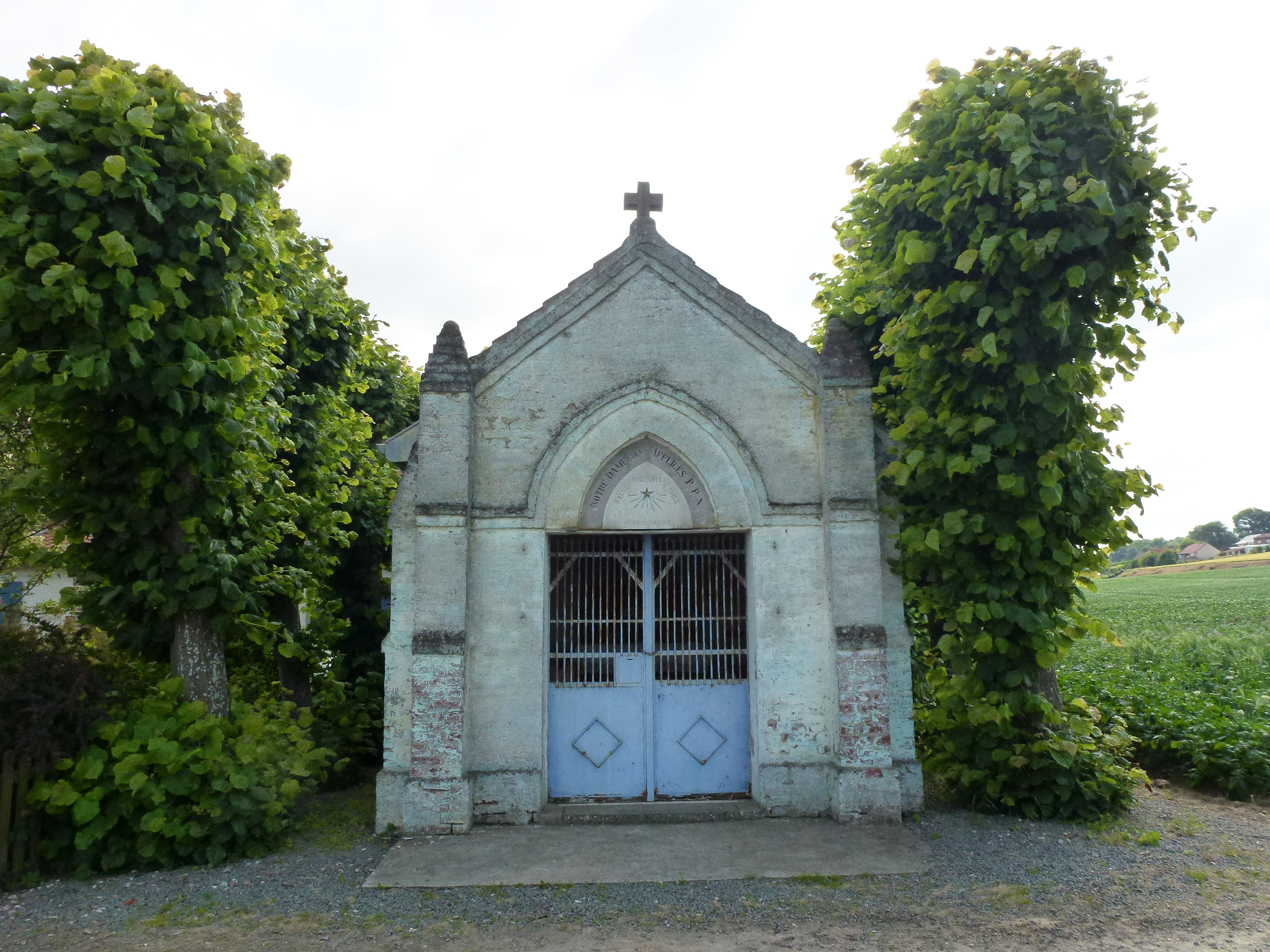
Kapelle Notre-Dame-des-Affligés
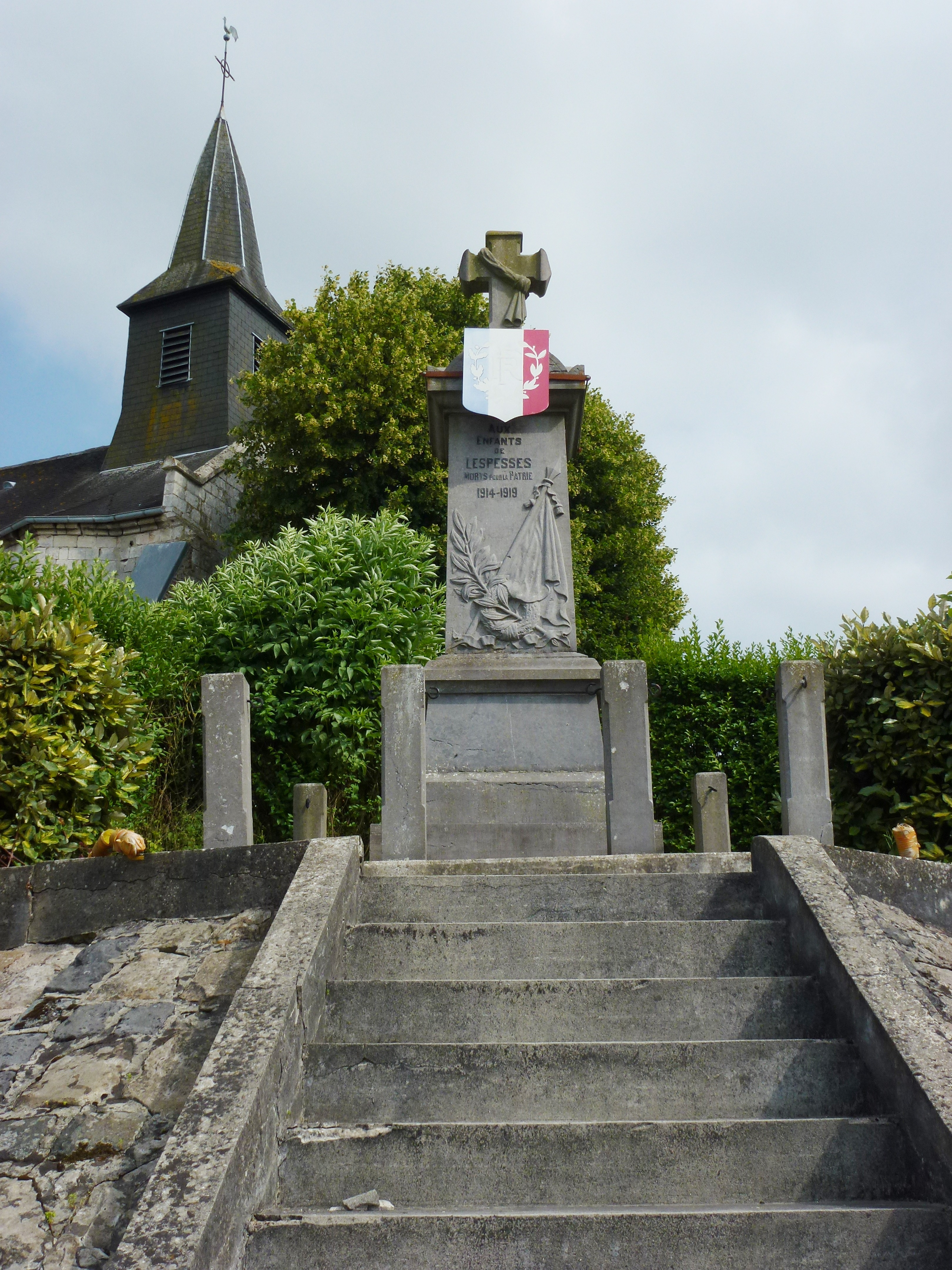
Gefallenendenkmal

- Kirche Saint-Martin
- Kapelle Notre-Dame-des-Affligés
- Gefallenendenkmal